# 市东街道 (滨城区)
市东街道是中国山东省滨州市滨城区下辖的一个街道。

## 行政区划
市东街道下辖王兰居委会、小周家居委会、西宋居委会、天王堂居委会、郭集居委会、常家居委会、后刘居委会、湾东赵居委会、沙家居委会、屈家居委会、北杨居委会、东王居委会、侯家居委会、西王居委会、赵家居委会、郑家居委会、毕家居委会、北郝居委会、南吝居委会、桃李居委会、宣家居委会、北张居委会、政通社区、政和社区、清怡社区、北吝居委会、坊子居委会、张皮居委会、北孟居委会。